# Megaerops wetmorei
Megaerops wetmorei — вид рукокрилих, родини Криланових, що мешкає в Південно-Східній Азії.

## Поширення, поведінка
Країни поширення: Індонезія, Малайзія, Філіппіни. Відомий тільки з первинних і злегка порушених низинних лісів від 800 до 1200 м над рівнем моря, цей вид, ймовірно, відсутній в гірських і мохових лісах вище 1500 м над рівнем моря. 